# Chevrolet Malibu
Chevrolet Malibu (ʃəvroˈleː maˑliˈbuː) — автомобиль среднего класса от Chevrolet. Раньше являлся роскошной версией Chevrolet Chevelle, но стал отдельной моделью начиная с 1978 года. Первоначально имел задний привод, однако когда в 1997 году General Motors возродил Malibu, автомобиль получил привод на передние колёса. Изначально Malibu был доступен в Северной Америке, но с 2012 года последующие поколения модели Malibu стали продаваться на большинстве мировых рынков.

## Первое, второе, третье поколения
Основная статья: Chevrolet Chevelle

## Четвёртое поколение
В 1978 году Chevelle, который был в те времена бестселлером, был официально переименован в Malibu. Это был второй новый Chevrolet, вслед за Chevrolet Caprice 1977 года. Новая, более эффективная платформа стала короче и сбросила от 230 до 450 кг по сравнению с предыдущими версиями, но при этом были увеличены багажник, место для ног и пространство для головы. Предлагалось только две комплектации — «Malibu» и «Malibu Classic». Malibu Classic Landau series имела двухцветную окраску кузова и винил сверху.
Автомобиль производился в кузовах седан, универсал и купе. Седан изначально имел шесть обычных окон, в отличие от автомобилей Oldsmobile и Buick, выполненных в кузовах хардтоп и нотчбэк. Чтобы сократить расходы на производство, окна в задней двери 4-дверных седанов были зафиксированы, а универсалы имели лишь маленькие подвижные вентиляционные отверстия. Такой ход требовал хорошего кондиционирования машин, поэтому это пошло на благо дилерам General Motors и Chevy, которые брали за кондиционер дополнительную плату. В 1981 году седан стал четырёхоконным с «формальными» стойками. Производство двухдверного купе закончилось в 1981 году. В 1982 Malibu был обновлён: кузов стал более квадратным, появились четыре фары с длинной полосой поворотных огней под ними. Внешний вид очень напоминал недавно обновлённый Chevrolet Caprice. В 1983 году автомобиль получил значок «Malibu» на передних крыльях.
Четырёхдверный Malibu часто использовался в качестве служебного автомобиля крупных компаний и полиции. После того, как прекратилось производство Chevrolet Nova в 1979 году, появилась модификация «9C1» для полиции (не путать с полноразмерными Chevrolet Impala 9C1, которые также использовались полицией). 9C1 с двигателем LT-1 Z-28 от Camaro использовался в 1979 году на Cannonball Run Э́вереттом Пирсом Ма́ршаллом.
Malibu SS стал доступен с 1980 года. Очень редкий маслкар Malibu M80 продавался только в штатах Северная и Южная Каролина. На сегодняшний день количество фактически произведённых таких машин неизвестно, по примерным оценкам их выпущено 1901. Malibu M80 был двухдверным спортивным седаном, оснащённым спорт-пакетом F41 и двигателем V8 (140 л. с.). На кузове были две синие полосы с надписями «M80». В пакет опций также добавили изменённый передний и задний спойлеры и стальные диски. Модели M80s были белого цвета с тёмно-синими ковшеобразными сиденьями и центральной консолью.
В Мексике General Motors производили автомобиль на заводе в Рамос-Ариспе, который позже был продан в течение трёх лет (1979-81). Мексиканская версия имела три комплектации — «Chevelle», «Malibu» и «Malibu Classic», и два кузова — седан и купе с 4,1-литровым двигателем l6 в качестве основного и 5,7-литровым «V8» с 260 л. с. в качестве дополнительного. Этот двигатель был стандартным на Malibu Classic в течение трёх лет, так как мексиканские положения о выбросах были более гибкими, чем в США.

### Иракское такси
В 1981 году отделение General Motors в Ошаве, Канада получило ордер на производство порядка 25 500 четырёхдверных седанов Malibu для иракского правительства Саддама Хусейна. Сделка составляла более 100 млн $. Эти специальные Malibu содержали необычное сочетание низкой мощности в карбюраторном 3,8-литровом V6 мощностью 110 л. с. в паре с трёхступенчатой коробкой передач с рычагом на полу. Все автомобили были оснащены кондиционерами, тяжёлой системой охлаждения, радио AM/FM, жёсткой твидовой и виниловой обивкой и 14-дюймовыми штампованными стальными колёсами.
Было произведено только 13 000 автомобилей для Ирака, причём большинство из них стали работать в качестве такси в Багдаде. Около 12 500 дополнительных Malibu так и остались в ожидании отгрузки в Ошаве, где они были построены, так как иракцы неожиданно отменили заказ в 1982 году. Ирак оправдал это якобы плохим качеством и неспособностью местных водителей перейти к специфической механической коробке передач. Позже стало известно, что иракцы были вынуждены отступить по финансовым причинам, в связи с военными действиями с Ираном, требующих немедленного отвлечения средств на поддержку иракских военных усилий. Тогда президент GM в Канаде Дональд Хокворс заявил, что автомобили будут проданы в другие рынки Ближнего Востока, но в конце концов, Malibu для «иракского такси» были проданы канадским потребителям по значительно сниженной цене — около 6800 $. За эти годы они приобрели статус знаменитости, их порой в речи называют «Iraqibu».

### NASCAR
Malibu широко использовался в гонках NASCAR с 1973 по 1983 год. Модификация Laguna S-3, в частности, была чрезвычайно успешным в течение сезона 1975–1977 годов, позволив Кейлу Ярборо выиграть двадцать гонок в те годы, а также победить в чемпионате NASCAR. Начиная с 1981 года, только один гонщик Дейв Марцис использовал его в 1981 и 1982 годах, только с одной победой.

### Двигатели
1978 г. = 3,3 л V6 (95 л. с.), 3,8 л V6 (105 л. с.), 5,0 л V8 (140 л. с.), 5,7 л V8 (165 л. с.)
1979 г. = 3,3 л V6 (95 л. с.), 3,8 л V6 (115 л. с.), 4,4 л V8 (125 л. с.), 5,0 л V8 (140 л. с.), 5,7 л V8 (165 л. с.)
1980 г. = 3,7 л V6 (110 л. с.), 3, л. V6 (110 л. с.), 4,4 л V8 (115 л. с.), 5,0 л V8 (140 л. с.), 5,7 л V8 (170 л. с.)
1981 г. = 3,7 л V6 (110 л. с.), 3,8 л V6 (110 л. с.), 4,4 л V8 (115 л. с.), 5,0 л V8 (140 л. с.), 5,7 л V8 (170 л. с.)
1982 г. = 3,7 л V6 (110 л. с.), 3,8 л V6 (110 л. с.), 4,3 л V6 Diesel (85 л. с.), 5,0 л V8, 5,7 л V8 Diesel (105 л. с.)
1983 г. = 3,7 л V6 (110 л. с.), 3,8 л V6 (110 л. с.), 4,3 л V6 Diesel (85 л. с.), 5,0 л V8, 5,7 л V8 Diesel (105 л. с.).

### Платформа G
Начиная с 1982 года для переименованного Malibu начали использовать платформу G, которая уже использовалась на автомобилях Pontiac Grand Prix, Oldsmobile Cutlass Supreme и Buick Regal. Malibu Classic перестали выпускать в 1982 году, четырёхдверный седан — в 1983 году, а универсалы — в 1984-м, вместо них начали производить переднеприводной Chevrolet Celebrity. Несмотря на то, что седан и универсал перестали выпускаться, пикап El Camino, который разделял стиль с Малибу, оставался в производстве до 1987 года.

## Пятое поколение
После четырнадцатилетнего перерыва новый переднеприводной Malibu был представлен в 1997 году на расширенной колёсной базе платформы «GM N» совместно с Buick Skylark, Oldsmobile Achieva, Oldsmobile Alero и Pontiac Grand Am. Все Malibu на платформе Chevrolet N-body были произведены в Оклахома-Сити (после 2002 года завод был переоборудован для создания автомобилей на платформе GMT360) и на заводе в городе Уилмингтон (с 1997 по 1999 г.), прежде чем началось производство в городе Лансинг, штат Мичиган. Завод в Уилмингтоне был переоборудован для производства Saturn L-Series в 1999 году. Oldsmobile Cutlass был клоном Malibu и заменил Oldsmobile Cutlass Ciera, но производство длилось всего два года до 1999 года. После этого его заменил компактный Chevrolet Corsica. На выбор предлагались двигатели 2,4 L 150 л. с. или 3,1 л 155 л. с. Malibu был автомобилем года журнала Motor Trend за 1997 год, это было позже подвергнуто критике со стороны журнала Car and Driver в 2009 году, который заявил, что Malibu был недостаточно хорош с точки зрения производительности и внутренних качеств в ретроспективе.
С 1997 по 1999 год в центре решётки радиатора располагалась серебристая эмблема Malibu, с 2000 по 2003 год на решётке были синие эмблемы Chevrolet. С 1997 по 1999 год модели LS иногда оборудовались специальными позолоченными значками (надпись Malibu и логотип).
Новый Malibu был представлен на платформе Epsilon в 2004 году. Malibu на платформе N-body был переименован в Chevrolet Classic и оставался в производстве до 2005 модельного года, в основном его поставляли для аренды и заказов флота.
3,1 л V6 был обновлён в 2000 году с новой мощностью 170 л. с., а производство 2,4 л рядной четвёрки было прекращено после этого. Тем не менее, четырёхцилиндровый двигатель был восстановлен в 2004 году, когда на Classic был предложен двигатель Ecotec объёмом 2,2 л. Расход топлива у него составлял 6,9…9,8 л/100 км.
Malibu в 2004 году получил оценку «плохо» за боковой удар от американского страхового института дорожной безопасности, так как автомобиль не имел боковых подушек безопасности.
В 2004 году General Motors отозвали 1,5 млн автомобилей, среди которых были Malibu 2003 года.

### Malibu Cruiser
В феврале 2002 года в журнале HCI: Hot Compact & Imports был представлен концепт Chevrolet Malibu Cruiser от отдела GM Performance, созданный для шоу SEMA в 2001 году. Автомобиль был окрашен в цвет «Sublime Lime» и в нём был сильно модифицированный турбированный 3500 SFI 60° V6, 230 л. с. при 5000 оборотов в минуту и 380 Н·м крутящего момента при 2900 оборотов в минуту, МКПП 4T65-E с четырьмя скоростями передачи, 19-дюймовые колёса от Evo с высокопроизводительными шинами Toyo Proxes T1-S. Были произведены многочисленные изменения, внесённые в интерьер полнометражной пользовательской центральной консоли, такие как чёрные кожаные сиденья Sparco и развлекательный центр Kenwood (радио, CD, DVD, TV, 10-дисковый чейнджер и многочисленные усилители и динамики). Внешние изменения — фары HID (ближнего и дальнего света), задние фонари «Altezza» и специфичный обвес.
Chevrolet подготовила Cruiser как демонстрационный автомобиль, который не предполагался для продажи. Целью компании было привлечение молодых покупателей к обычным моделям и показать, что возможны и такие изменения автомобиля.

## Шестое поколение
Новое поколение Malibu было переведено на новую платформу Epsilon в 2002 году, основанную на Opel Vectra C 2004 года. На Epsilon сделали два вида кузова: стандартный четырёхдверный седан и пятидверный Malibu Maxx — универсал. Maxx был объявлен как «пятидверный расширенный седан», рассчитанный для практичных людей, но не как универсал, и это был первый среднеразмерный хетчбэк Chevrolet с 1980 года. На автосалоне в Нью-Йорке 2005 года была показана версия SS.
Изначально ставился двигатель 2,2 л Ecotec L61 l4, 144 л. с. из предыдущего поколения. На комплектации LS и LT ставили двигатель 3,5 л High Value LX9 V6, 201 л. с., в то время как седан и Maxx SS были оснащены 3,9 л High Value LZ9 V6, 240 л. с. В 2007 году LX9 был заменён LZ4 V6, который производит 217 л. с. L61 Ecotec был также обновлён в 2007 модельном году с большим количеством улучшений. Первоначальный Ecotec L61 был также доступен, но был представлен на нескольких других автомобилях GM в 2004 году.
В 2006 году передняя часть бампера была обновлена с более традиционным стилем: решётка радиатора в стиле «chrome bar» была заменена, стала меньше и больше похожа на решётку из предыдущего Malibu, также появились значки «GM» на передних дверях.
Производство Malibu Maxx было прекращено в 2008 году. Тем не менее, седан остался в производстве до 2007 года, в основном для заказов флота. GM переименовал эти автомобили в Malibu Classic. Автомобили имели значки «Malibu», в отличие от прошлого Classic.

## Отзывы
В 2005 году американский страховой институт дорожной безопасности дал «серебро» Malibu в своём списке самых безопасных автомобилей.
В 2006 году «HIT WITH the ugly stick», главный редактор блогов журнала Motor Trend — Ангус МакКензи, сказал о Chevy Malibu 2002 года: «Chevy Malibu — принципиально тот же самый автомобиль (Opel Vectra) — только полный сексапильности в дождливый полдень вторника в Кливленде». Американский журнал BusinessWeek в том же году назвал Malibu лучшим седаном.
В 2007 году американское издание CNNMoney поставило Malibu Hybrid на второе место среди самых выгодных гибридных автомобилей. По их подсчётам, автомобиль окупится через 4,6 лет после покупки, после этого у владельца будет уходить на $116 меньше. В том же году американский страховой институт дорожной безопасности выложил в сети список автомобилей, ремонт которых после аварии самый дешёвый. Malibu оказался на 8-м месте с результатом $6646.
В 2013 году издание Edmunds.com поставило Malibu Maxx на 62 место в списке самых уродливых автомобилей.

### SS
Специальная комплектация SS была доступна на Malibu и Malibu Maxx с 2006 по 2007 год, с двигателем 3,9 л V6 LZ9, развивающим 240 л. с. и управляющимся через четырёхступенчатую автоматическую трансмиссию 4T65-E. Отличительные изменения SS — низкие боковые юбки, более агрессивные передние и задние бампера, противотуманные фары и 18-дюймовые колёса.

## Седьмое поколение
Malibu был переработан в 2008 году дизайнером Брайаном Несбиттом, под руководством вице-председателя GM Роберта Лутца — именно он решил начать конкуренцию с японскими среднеразмерными автомобилями, очень популярными в США.
Седьмое поколение Malibu построено на пересмотренном варианте платформы Epsilon с удлинённой колёсной базой, совместно с Saturn Aura, Opel Signum, а также Pontiac G6. Malibu собирался в Канзас-Сити, штат Канзас. В целом, он на 76 мм длиннее предыдущего поколения, также на 152 мм удлинена колёсная база. Структура интерьера в целом осталась прежней, как у предыдущих Malibu, но пространство салона было сокращено с 2,9 м³ до 2,8 м³, несмотря на более длинную колёсную базу, при этом переднее пространство для ног увеличилось с 1064 мм до 1072 мм. Пространство для ног задних пассажиров уменьшилось с 978 до 955 мм. Дизайн интерьера был полностью переработан, с выбором двух двухцветных сочетаний окраски (кирпичный и загар), регулируемым рулём, более качественными материалами и изменённой приборной панелью.

### Характеристики
Двигатель 3,5 L V6 был предложен в качестве обновления для двигателя Ecotec, в основном машины с таким двигателем продавали флоту, не был доступен для розничных клиентов. Также он не был доступен в комплектации LTZ. Кроме того, с четырёхступенчатой коробкой передач этот двигатель был единственным доступным в 2008, 2009 и 2010 годах в Израиле. В 2008 модельном году 2,4 L Ecotec был предложен с шестиступенчатой автоматической коробкой передач для повышения производительности и экономии топлива.
Для моделей 2009 года были доступны шестиступенчатая коробка передач в паре с 2,4 L четырёхцилиндровым двигателем (217 лошадиных сил) или 3,5 L V6 в паре с четырёхступенчатой автоматической коробкой для 1LT, и с шестиступенчатой для двигателя 2LT. LS-модели были оснащены только четырёхступенчатой коробкой передач. Механическая коробка передач не предлагалась. Все модели были переднеприводными седанами. Chevrolet Malibu MAXX выпускаться перестал.
В 2010 модельном году, значки GM были удалены из передних дверей. Функция OnStar являлась стандартной для всех комплектаций Malibu, так же, как и шесть подушек безопасности: две двухступенчатые передние подушки, две боковые подушки безопасности для защиты передних и задних пассажиров, и две компактных, установленных на передних сиденьях. противобуксовочная система, электронная TPMS, дисковые тормоза на четыре колеса, антиблокировочная система, дневные ходовые огни и ESP от GM также стали стандартом на всех версиях автомобиля. В 2011 году четырёхступенчатую автоматическую коробку передач перестали ставить на автомобили.
В 2008 году в продаже появился гибридный автомобиль, базировавшийся на рядной четвёрке Saturn Aura Green Line. Malibu Hybrid перестал выпускаться в 2010 году.

### Продажи
Первые результаты продаж были положительными, Malibu вошёл в список автомобилей GM, наряду с Cadillac CTS и Buick Enclave, продажи которых превысили ожидания. Новых Malibu было продано более чем на 50 % больше в 2008, чем в 2007 году, что способствовало увеличению продаж автомобилей GM среднеразмерного рынка с 5,7 % до 8,4 %, в то время как Camry и Accord оставались на уровне 21 % и 17,5 %. Продажи автомобиля на прокат снизились до 27 % от общего числа, поэтому GM ограничили продажи для флота.
Недолго продавались и Malibu Hybrid, вместе с побратимом, Saturn Aura Green Line, который разделял трансмиссию и другие основные компоненты, особенно они поддавались критике из-за неэкономии топлива и стоимости (по отношению к стандартным четырёхцилиндровым Malibu), плюс ухудшилась динамика движения.
Седан остался в производстве для заказов флота до 2013 модельного года. Эти модели были переименованы в Malibu Classic. Автомобили имели значки «Malibu», в отличие от последних двух поколений Classic.

### Отзывы
В 2008 году Malibu получил критическую похвалу со стороны автомобильной прессы, The New York Times писали: «Он как Accord, но от GM», а журнал Car and Driver заявил: «Camry, берегись». Malibu также получил высокую оценку от журнала Trend Motor, который оценивал его выше, чем Honda Accord и Nissan Altima в конкурсе лучших автомобилей 2008 года. Kelley Blue Book назвал его «Лучшим переработанным автомобилем 2008 года». Журнал Car and Driver заявил, что автомобиль «не обгонит по продажам многолетние и приевшиеся Honda и Toyota», но отметили: «Впервые с 1997 года Chevrolet оживились, и они должны продавать Malibu в значительном количестве для общественности, а не только для аренды и флота».
Американский страховой институт дорожной безопасности в 2010 году опубликовал список самых безопасных автомобилей, среди них оказался и Malibu.
Edmunds.com похвалил интерьер и внешний дизайн Malibu, спокойствие и равновесие наряду с плавностью хода и управляемостью, но критиковал толстые задние стойки, которые затрудняют обзор водителю, и меньшее оснащение, по сравнению с другими среднеразмерными автомобилями (уменьшенное заднее пространство для ног, кроме того, из-за него отсутствует центральный подлокотник) и отсутствие таких функций, как двойная зона кондиционирования, совместимости Bluetooth и кнопки «старт-стоп».
В то время как связанный по платформе Saturn Aura был подвергнут критике, в особенности из-за использования дешёвых материалов интерьера (долгое время это считалось проблемной областью на многих автомобилях GM), эти проблемы уже исправили в Malibu. Разные редакторы замечали, что Chevy Malibu, наконец, возвращается «во круги своя», в среднеразмерный сегмент, после обычных, «мягких» предложений Chevrolet, таких, как модели Celebrity, Corsica, Lumina, и даже два предыдущих поколения Malibu с момента его возрождения в 1997 году.
Американское агентство J.D. Power в 2010 году поместило автомобиль в свой список автомобилей среднего класса, ломающихся в первые три месяца после покупки.
В январе 2008 года, новый Malibu получил награду Североамериканский автомобиль и грузовик года на Североамериканском международном автосалоне в Детройте, в голосовании более 50 журналистов. Malibu победил таких конкурентов по конкурсу, как Cadillac CTS и Honda Accord. Автомобиль, построенный на платформе GM Epsilon, второй год выигрывал эту награду, вслед за победой Saturn Aura в 2007 году.

## Восьмое поколение
Следующее поколение Малибу перешло к платформе GM Epsilon II и дебютировало в 2012 году. Новый Malibu стал глобальным, заменил североамериканский Malibu и автомобили GM Korea, ранее продаваемые по всему миру. Malibu был представлен как концепт-кар одновременно на автосалоне в Шанхае в Китае и в Нью-Йорке 19 апреля 2011 года. Кроме того, он был показан в Автосалоне в Нью-Йорке в конце апреля 2011 года.
Европейская версия была объявлена в августе 2011 года и была показана в сентябре на Франкфуртском автосалоне. Продажи в Европе начались в начале 2012 года. Российская версия была показана в 2012 году на Московском автосалоне.
В 2012 году автомобиль был номинирован на звание Европейский автомобиль года.

### Особенности
Malibu предлагается с четырьмя двигателями и шестиступенчатой автоматической коробкой передач. Также он оснащается сенсорной системой Chevrolet MyLink, которая соединяет электронные устройства беспроводно и имеет отсек позади экрана.

### Безопасность
Стандартные функции безопасности Малибу включают в себя 6 подушек безопасности: двухступенчатые передние подушки безопасности для водителя и переднего пассажира, а также боковые, коленные и тазовые/грудные подушки безопасности, также расположенные спереди. Дуги подушки безопасности с защитой от опрокидывания также входят в стандартное оснащение. Также опциями являются дополнительные боковые подушки безопасности головы/грудной клетки на втором ряду, система предупреждения о пересечении линии разметки и предупреждения столкновения, передняя и задняя камеры.

### Рынки сбыта
В марте 2011 года Chevrolet объявили, что Malibu «будет доступен в почти 100 странах на шести континентах». В Соединённых Штатах он производится на двух заводах, Fairfax (Канзас) и Детройт-Hamtramck.
В Австралии Малибу заменил Holden Epica, его дебют произошёл в 2012 году как Holden Malibu. Он занял место в модельном ряду между Holden Cruze и Holden Commodore.
В Южной Корее Chevrolet Malibu заменил Daewoo Tosca, так как GM поэтапно отказались от марки Daewoo в пользу Chevrolet. Корея была первым рынком, получившим Малибу в конце 2011 года, а затем дебют произошёл и в Китае в конце 2011. В Северной Америке он прошёл в начале 2012 года.
В конце апреля 2012 года калининградский автосборочный завод «Автотор» начал выпуск Chevrolet Malibu в России. Модель предлагается с бензиновым двигателем рабочим объёмом 2,4 л мощностью 167 л. с. и дизельным двигателем объёмом 2 л мощностью 160 л. с. с шестиступенчатой автоматической или механической коробками передач.
С июня 2013 года автомобиль начали собирать в Казахстане в Усть-Каменогорске.
В 2014 году компания Chevrolet объявила о прекращении продаж модели Malibu в России по причине крайне низкого спроса (с момента начала продаж в 2012 году было реализовано лишь 611 автомобилей).

### Рестайлинг
Через восемь месяцев после дебюта, Malibu 2013 года для рынка США получил лёгкое обновление. Изменения включают в себя дополнительные технологии, улучшенную экономию топлива, а также спортивное оформление передней части, которое похоже на оформление обновлённого Chevrolet Traverse и недавно представленной Chevrolet Impala. Также были сделаны некоторые незначительные изменения в центральной консоли, чтобы поставить более длинный, комфортный подлокотник, который заменил прежнюю область для хранения телефонов и два подстаканника.
Среди технологий, которые были представлены на Malibu 2014 года, была новая коробка передач с шестью скоростями. Новая коробка передач была разработана, чтобы уменьшить количество энергии, необходимое для перекачки трансмиссионной жидкости, это способствовало экономии топлива на обновлённом Malibu. Кроме того, впервые в негибридном автомобиле производства GM система запуска и остановки двигателя стала доступна в стандартной комплектации с 2,5-литровым двигателем. Malibu 2014 года поступил в продажу в конце 2013 года.
Рестайлинг Malibu для китайского рынка был представлен в 2015 году на автосалоне в Шанхае.

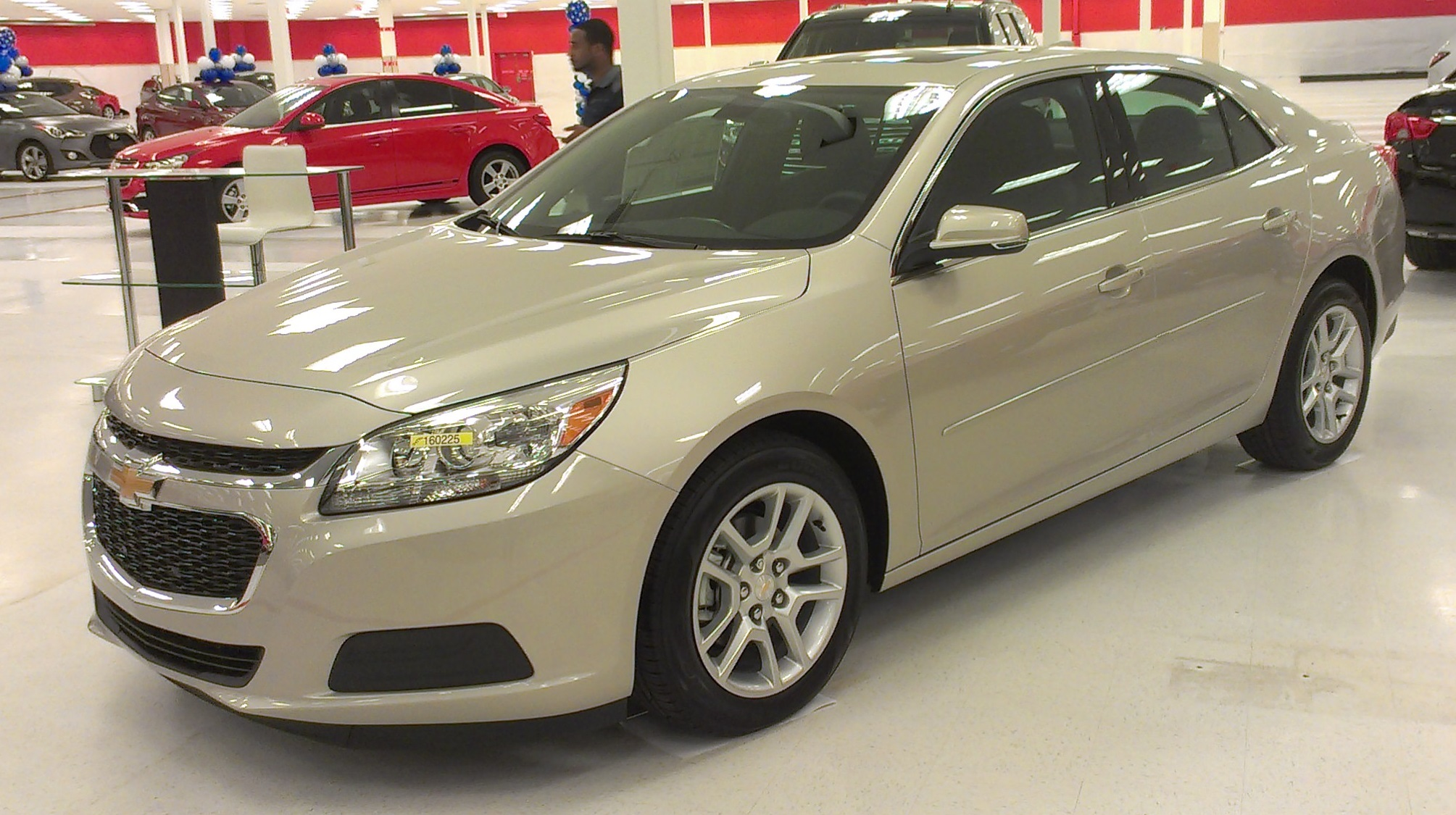
Рестайлинг (США)
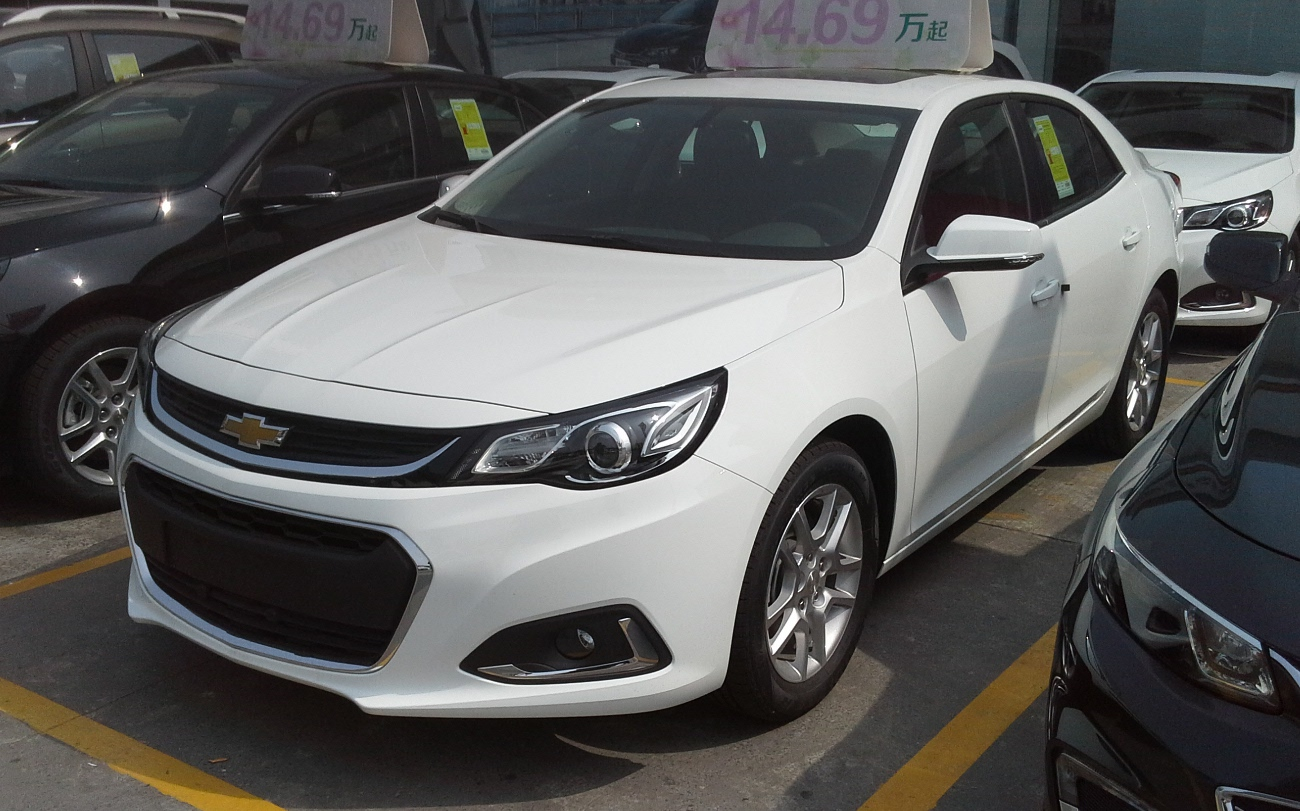
Рестайлинг (Китай)

## Девятое поколение
Новый седан Chevrolet Malibu, продажи которого начались на американском рынке в конце 2015 года, получил динамичный силуэт с покатой линией крыши. Автомобиль оснащается бензиновыми четырёхцилиндровыми турбомоторами: 1,5-литровым мощностью 160 л. с. в паре с шестиступенчатой автоматической коробкой передач или двухлитровым мощностью 250 л. с. в сочетании с восьмиступенчатым «автоматом». Также гибридный двигатель, который включает в себя силовую бензиновую установкy с рабочим объёмом на 1,8 литра, два электромотора и аккумуляторов на 1,5 киловатт/час, максимальная мощность составляет 182 л. с. В паре с двигателями работает автоматическая коробка передач.

## Общие продажи вСША
| Календарный год | Общие продажи |
| --------------- | ------------- |
| 2000            | 207376        |
| 2001            | 176583        |
| 2002            | 169000        |
| 2003            | 122771        |
| 2004            | 179806        |
| 2005            | 203503        |
| 2006            | 163853        |
| 2007            | 128312        |
| 2008            | 178253        |
| 2009            | 161568        |
| 2010            | 198770        |
| 2011            | 204808        |
| 2012            | 210951        |
| 2013            | 200594        |
| 2014            | 188519        |
| 2015            | 194854        |
| 2016            | 227881        |
| 2017            | 185857        |
| 2018            | 144542        |